# Benelli M4
A Benelli M4 Super 90 é uma espingarda semiautomática italiana manufaturada pela Benelli Armi SpA.

## História
Em 4 de maio de 1998, o Centro de Pesquisa, Desenvolvimento e Engenharia de Armamentos do Exército dos Estados Unidos (ARDEC) em Picatinny Arsenal, Nova Jersey, emitiu Solicitação #DAAE30-98-R-0401, solicitando envios para uma nova espingarda de combate de calibre 12, semiautomática para os militares dos EUA. Em resposta ao pedido, Benelli Armi SpA de Urbino, Itália, criou e construiu a Espingarda de Combate Benelli M4 Super 90. Em 4 de agosto de 1998, cinco amostras do M4 foram entregues a Aberdeen Proving Ground, Maryland, e após testes intensos, o M4 venceu a competição. No início de 1999, a ARDEC adjudicou do contrato de fusão para Espingarda de Combate de Serviço da M1014 à Heckler & Koch, subsidiária americana para importação da Espingarda de Combate Benelli M4 Super 90. As primeiras unidades (contagem de 20.000) foram entregues ao Corpo de Marines dos Estados Unidos em 1999. Durante o teste, o protótipo foi chamado XM1014, mas após a adoção, o 'X' foi descartado, e a arma foi oficialmente designada como M1014.